# Edoardo Brizio
Edoardo Brizio (Turin, 3 mars 1846-Bologne, 5 mai 1907) est un archéologue italien.

## Biographie
Né dans une famille de commerçants, il étudie à la Faculté de lettres de l'Université de Turin où il est élève de Ariodante Fabretti. Unique étudiant de la Scuola Archeologica Italiana fondée par Giuseppe Fiorelli en 1866, il participe aux fouilles de Pompéi avec Felice Barnabei (it) et publie de nombreux articles sur son travail dans le Giornale degli Scavi di Pompei.
Conseiller par Fabretti, il rédige le catalogue du Museo Civico Archeologico et réalise sa première étude sur les vestiges archéologiques de Bologne. Il rattache alors la culture villanovienne aux Étrusques leur attribuant une origine septentrionale.
En 1872, il est nommé secrétaire de la Surintendance pour les fouilles et la conservation des monuments de la province de Rome, et dirige de nombreux chantiers dont celui du Forum romain, de Tarquinia et de Cerveteri. Inspecteur des Musées et des fouilles (1875), membre correspondant de l'Institut archéologique allemand, il effectue une mission en Grèce puis devient professeur à l'Université de Bologne (1876) où il est le premier à enseigner en Italie l'histoire de l'art. Il y dirige le Musée de l'Université et y constitue une collection de plâtres.
Brizio est le premier archéologue à tenter de replacer dans un cadre historique les découvertes préhistoriques de Bologne en associant vestiges archéologiques et sources écrites. À l'inverse des thèses de Wolfgang Helbig, il essaie de démontrer scientifiquement que les Étrusques étaient d'origine orientale.
Membre de l'Académie royale des sciences de Suède, de l'Académie des Lyncéens, Docteur honoris clausa de l'Université d'État de Saint-Pétersbourg, responsable des collections d'antiquités du Museo Civico (1881), il en devient directeur en 1887.
Il meurt d'un accident vasculaire cérébral en 1907.

## Travaux
- Cataloghi. Colezzione Palagi. Monumenti Etruschi, Greci e Romani, 1871
- Scavi della Certosa presso Bologna, in Bulletin de l'Institut de Correspondance archéologique, 1872, p. 12-26, 76-92, 108-117, 177-185, 202-221
- Scavi nel Foro Romano, in Bulletin de l'Institut de Correspondance archéologique, 1872, p. 225-235, 252-264
- Sulle Scoperte archeologiche della città e della provincia di Roma negli anni 1871-1872, 1873
- Tombe dipinte di Corneto, in Bulletin de l'Institut de Correspondance archéologique, 1874, p. 99-105
- Pitture etrusche di Verveteri, in Bulletin de l'Institut de Correspondance archéologique, 1874, p. 128-136
- Pitture e sepolcri scoperti sull'Esquilino, 1876
- La provenienza degli Etruschi, in Atti e Memorie della Diputazione di Storia Patria per le province di Romagna, série III, 1885, p. 119-234
- Guida del Museo Civico di Bologna, 1887
- Epoca preistorica, 1898